# Oh Jin-hyek
Oh Jin Hyek, (em coreano:  오진혁 15 de agosto de 1981, Coreia do Sul) é um atleta e campeão olímpico na modalidade Tiro com arco. Foi o primeiro arqueiro sul-coreano homem a ganhar uma medalha individual no tiro com arco. Chegou a ser o número 1 do mundo em junho de 2013.